# Фоминский (Вилегодский район)
Фоминский — поселок в Вилегодском муниципальном округе Архангельской области.

## География
Находится в юго-восточной части Архангельской области, при автодороге 11К-142, на расстоянии приблизительно 40 км на восток-северо-восток по прямой от административного центра района села Ильинско-Подомское на правом берегу реки Великая Охта.

## История
Строительство поселка началось осенью в 1957 году. Первыми были построены склады, конюшня, смешанный магазин, три двухквартирных дома, пилорама и общежитие. С 1 декабря 1957 года здесь был организован Фоминский лесопункт. С октября 1997 года Фоминский лесопункт реорганизован в Фоминский участок. В 1998 года ОАО «Вилегодский леспромхоз» (куда входил участок) был признан банкротом, позднее ликвидирован. До 2020 года поселок был административным центром Селянского сельского поселения до его упразднения.

## Население
Численность населения: 814 человек (русские 97 %) в 2002 году, 603 в 2010.